# Antonio Urbiztondo
Juan Antonio de Urbiztondo y Eguía, Marquès de la Solana (Sant Sebastià, 7 de gener de 1803 - Madrid, 26 d'abril de 1857) fou un mariscal de camp carlí conqueridor de l'arxipèlag de Joló. En conseqüència, Joló i les seves dependències es van integrar en les illes Filipines sota la sobirania d'Espanya.
El 1814 va ingressar com a cavaller patge en l'exèrcit, va combatre contra el govern del Trienni Liberal i després va ser inspector dels Voluntaris Reialistes.

## Participació en laPrimera Guerra Carlina
El 1833 va ser empresonat a Mèrida per la seva vinculació a la causa carlista, però va escapar i va passar a Portugal, on es trobava el seguici de Carles Maria Isidre de Borbó. Va acompanyar-lo fins a Anglaterra amb la intenció de passar després a l'exèrcit del Nord, però va ser capturat, fet presoner i deportat a Puerto Rico. De nou va poder escapar i tornar a Espanya on es va incorporar en les tropes carlistes amb el càrrec de brigadier el 1836.
Va ocupar el lloc de segon cap d'Estat Major i el juny de 1837 va ser nomenat comandant general de l'Exèrcit del Principat de Catalunya. Va tenir una destacada gestió. Va signar amb Ramon de Meer i Kindelán el Conveni d'Elliot i va participat en accions de guerra a Berga, Gironella i Ripoll, fins que va ser obligat a retirar-se a França el 1839 pel general liberal de Meer. Es traslladà després al País Basc. Va ser present a la signatura del Conveni de Bergara. Aleshores va rebre el comandament dels antics batallons de Castella carlistes que es van integrar a l'exèrcit d'Espartero, el qual va combatre contra Ramon Cabrera.
Va participar activament en el fracassat pronunciament de 1841, que va intentar acabar amb la Regència d'Espartero.

## Governador de les Filipines
Tinent General amb diverses creus per accions de guerra, va ser nomenat Capità General Governador de les Filipines sense la Superintendència i en va prendre possessió el 29 de juliol de 1850. Urbiztondo s'ocupà d'augmentar els regiments i d'organitzar partides de Seguretat Pública. Va promoure diversos reglaments: un per al reemplaçament de l'Exèrcit, mitjançant la celebració del sorteig de quintes; un altre per al Resguard i un altre per la Sanitat Militar.
Va recordar les disposicions sobre cementiris, va crear alguns pobles amb gent d'uns altres, va fer el jardí de la plaça de Palacio de Manila, i va permetre una petita Plaça de toros a Arroceros. Durant el seu mandat es va produir el retorn dels Pares Jesuïtes. Va cessar com a capità general el 20 de desembre de 1853. El mariscal de camp Ramón Montero Blandino, militar antic que estava de segon va substituir-lo, entrant a l'acompliment interí d'aquest càrrec.

## Mort
Desaparegut d'una manera mai prou aclarida, els cronistes de Madrid mantenen que va morir assassinat en una disputa esdevinguda al Palau Reial de Madrid, en la qual es van veure implicats el rei Francesc d'Assís d'Espanya, Ramón María Narváez, a qui adjudiquen ser l'autor de la mort d'Urbiztondo, i Joaquín Osorio y Silva, que va morir assassinat pel mateix Urbiztondo.
| «                                       | "...Una nit, a la fi d'abril de 1857, mentre la reina estava tancada a les seves habitacions i en l'avantcambra es trobava Narváez amb el seu ajudant de camp, fill d'un Gran d'Espanya, que portava un conegut títol de Castella (Joaquín Osorio y Silva, marquès de los Arenales), s'hi presentà sobtadament el rei Francesc d'Assís, acompanyat del ministre de la Guerra Urbiztondo, i va donar ordre que es franquegés l'entrada a l'estança, on la reina s'havia recollit per als menesters de la seva vida privada. S'hi va oposar Narváez al fet que s'infringís la consigna que ningú penetrés en l'estada reial i Francesc va voler fer valer els seus drets de cònjuge, que tan rares vegades li preocupaven. Va haver-hi més que paraules, i Urbiztondo, traient l'espasa, va voler ser valedor del seu regi amic. Hi hagué baralla, que va ser sagnant, car Narváez va escometre al ministre de la Guerra amb una estocada mortal, quan ja l'ajudant del duc de València acabava de rebre una altra ferida funesta de l'espasa d'Urbiztondo. Madrid va saber d'una estranya epidèmia que s'havia declarat sobtadament a palau i que va causar aquelles dues morts publicades com a naturals ..." | » |
| — Ana de Sagrera (1990), pàgs. 234-238. | |   |